# Семен Іванович Можайський
Семен Іванович Можайський (пом. бл. 1508) — князь стародубський з роду Можайських князів (Рюриковичі).

## Біографія
Був сином князя можайського князя Івана Андрійовича, котрий довго ворогував з великим князем московським Василем Темним й 1454 року наважився втекти до Литви. Матір — донька князя воротинського Федора Львовича. Подібно до батька, Семен Можайський служив литовському монарху. Проявив себе під час Прикордонної війни (1487—1494): коли князь Іван Михайлович Воротинський втік з Литви до Москви, князь Семен і смоленський воєвода Юрій Глібович погналися за ним і забрали захоплені ним міста Серпейськ і Мещовськ. У відповідь великий князь Московський Іван III Васильович послав сильне військо під Можайськ; тоді Семен і воєвода Юрій Глібович пішли до Смоленська.
1499 року Семен отримав від великого князя Литовського Олександра імунітетну грамоту на свої володіння в Литві — міста Чернігів, Стародуб, Гомель, Любеч, Карачов і Хотимль .
Навесні 1500 року він вслід за князем Семеном Івановичем Більським перейшов у підданство Великого князівства Московського разом зі своєю вотчиною. Через це спалахнула війна з Литвою, хоча оголосив її не литовський князь, а сам Іван III, який порушив угоду, за якою обіцялося князів з волостями в підданство не брати. Семен брав значну участь в цій війні. Особливо відзначився він разом з князем Василем Івановичем Шем'ячичем в битві під Мстиславлем 1501 року, коли загинуло близько 7 тисяч литовців. 1502 року Семен разом з Шем'ячем сильно спустошили литовські володіння, в цьому поході взяв участь і Василь Семенович Одоєвський. У московсько-литовському договорі 1503 року Семен був визнаний «слугою» великого князя Московського.
Після переходу в московське підданство Семен отримав від Івана III міста Мглин, Почеп, Дроків і Попову Гору. Він був великим удільним князем, з яким доводилося рахуватися і великому князю.
Останній раз в документах Семен згаданий в червні 1511 року незабаром після московсько-литовського перемир'я 1508 року. Тоді князь Семен Іванович захопив ряд Річицьких сіл і присунув московський кордон «по сам Дніпро».

## Шлюб і діти
Дружина: Софія . діти:
- Василь Тулуп (? — бл. 1518), останній князь стародубський;
- Марія.